# ارند (مقاطعة تشرام)
ارند (بالفارسية: ارند) هي قرية تقع في قسم تشرام الريفي (مقاطعة تشرام) في إيران. يقدر عدد سكانها بـ 313 نسمة .